# Bulbophyllum barbigerum
Bulbophyllum barbigerum es una especie de orquídea epifita originaria del centro-oeste de África.
Se cuenta que en los años 1700, esta planta fue presentada como un eslabón perdido entre plantas y animales, indicando que se movía, se contoneaba y daba sacudidas. Incluso se decía que parecía como si pudiera hablar.

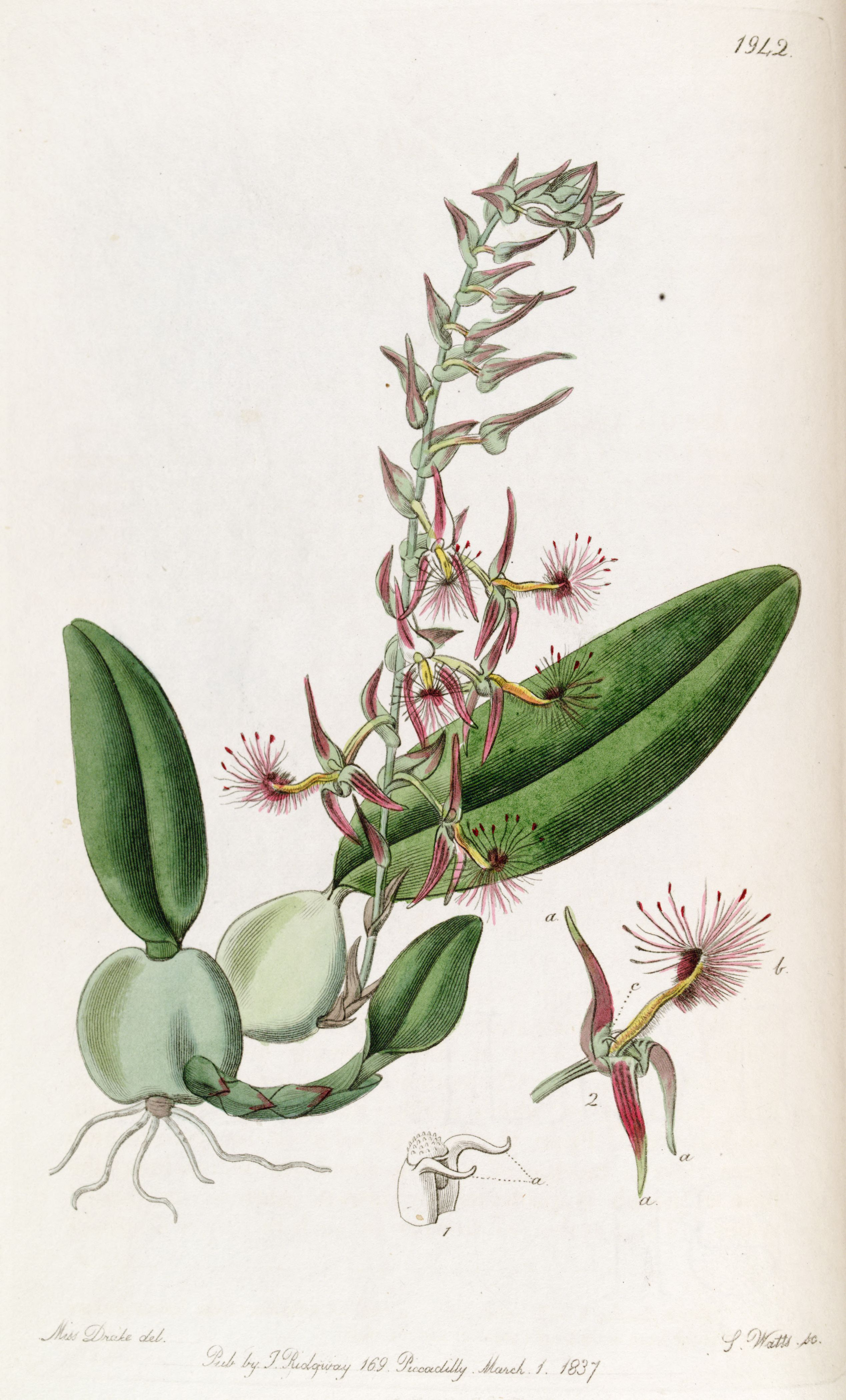
Ilustración

## Distribución y hábitat
Se distribuye en el centro-oeste de África por Guinea, Liberia, Nigeria, Sierra Leona, Camerún, Congo, Gabón y Zaire como epífita que se encuentra sobre los troncos de árboles cubiertos de musgo y en las coronas de los árboles en los bosques de hoja perenne y de hoja caduca hasta alturas  de 900 metros.

## Descripción
Es una orquídea que prefiere el clima cálido, es epifita unifoliada con pseudobulbos orbiculares u ovoides, algo aplanados con una sola hoja apical, estrechamente elíptica. Florece  en una inflorescencia basal, de 7,5 a 19 cm de largo, racemosa y erecta, con brácteas ovales y de varias a muchas flores con mal olor y peludas. La floración se produce en la primavera y el verano.

## Taxonomía
Bulbophyllum barbigerum fue descrita por (Lindl.) Rchb.f. y publicado en Annales Botanices Systematicae 6: 261. 1864.
Etimología
Bulbophyllum: nombre genérico que se refiere a la forma de las hojas que es bulbosa.
barbigerum: epíteto latino que significa "con  barba".
Sinonimia
- Phyllorkis barbigera (Lindl.) Kuntze, Revis. Gen. Pl. 2: 677 (1891).[1]